# Australia en los Juegos Paralímpicos de Tel Aviv 1968
Australia estuvo representada en los Juegos Paralímpicos de Tel Aviv 1968 por un total de 35 deportistas, 23 hombres y 12 mujeres.

## Medallistas
El equipo paralímpico australiano obtuvo las siguientes medallas:
| Nombre                                            | Deporte       | Evento                                     |
| ------------------------------------------------- | ------------- | ------------------------------------------ |
| Oro                                               |               |                                            |
| Gary Hooper                                       | Atletismo     | 100 m A masculino                          |
| Kevin Munro                                       | Atletismo     | 100 m B masculino                          |
| Bruno Moretti                                     | Atletismo     | Eslalon A masculino                        |
| Robert McIntyre                                   | Atletismo     | Eslalon B masculino                        |
| Allan McLucas                                     | Atletismo     | Eslalon clase cervical masculino           |
| Vic Renalson                                      | Atletismo     | Disco A masculino                          |
| Vic Renalson                                      | Atletismo     | Maza A masculino                           |
| Vic Renalson                                      | Halterofilia  | Peso pesado masculino                      |
| Lorraine Dodd                                     | Natación      | 25 m braza completa clase 2 femenino       |
| Lorraine Dodd                                     | Natación      | 25 m espalda completa clase 2 femenino     |
| Lorraine Dodd                                     | Natación      | 25 m libre completa clase 2 femenino       |
| Elizabeth Edmondson                               | Natación      | 50 m libre incompleta clase 4 femenino     |
| Elizabeth Edmondson                               | Natación      | 100 m libre clase abierta femenino         |
| Tony South                                        | Tiro con arco | Ronda Albion clase abierta masculino       |
| Alan Conn                                         | Tiro con arco | Ronda Columbia clase abierta masculino     |
| Plata                                             |               |                                            |
| Lorraine Dodd                                     | Atletismo     | Eslalon A femenino                         |
| Bruno Moretti                                     | Atletismo     | 100 m A masculino                          |
| Bill Mather-Brown                                 | Atletismo     | Eslalon A masculino                        |
| John Martin                                       | Atletismo     | Eslalon B masculino                        |
| Vic Renalson                                      | Atletismo     | Jabalina A masculino                       |
| Gary Hooper                                       | Atletismo     | Peso B masculino                           |
| Gary Hooper John Martin Bruno Moretti Kevin Munro | Atletismo     | 4 × 40 m clase abierta masculino           |
| Tony South Allan McLucas                          | Dartchery     | Dobles clase abierta mixto                 |
| Sally Lamb                                        | Natación      | 25 m espalda incompleta clase 2 femenino   |
| Elizabeth Edmondson                               | Natación      | 50 m espalda incompleta clase 4 femenino   |
| Daphne Ceeney                                     | Natación      | 50 m libre clase 5 (cauda equina) femenino |
| Jeff Simmonds                                     | Natación      | 50 m braza completa clase 3 masculino      |
| Don Watts                                         | Natación      | 50 m braza incompleta clase 3 masculino    |
| Marion O'Brien Elaine Schreiber                   | Tenis de mesa | Dobles C femenino                          |
| Tony South                                        | Tiro con arco | Ronda FITA clase abierta masculino         |
| Allan McLucas                                     | Tiro con arco | Ronda St. Nicholas cervical masculino      |
| Bronce                                            |               |                                            |
| Daphne Ceeney                                     | Atletismo     | 60 m silla de ruedas C femenino            |
| Daphne Ceeney                                     | Atletismo     | Pentatlón clase especial femenino          |
| Lorraine Dodd                                     | Atletismo     | 60 m novel A femenino                      |
| Marion O'Brien                                    | Atletismo     | Eslalon C femenino                         |
| Vic Renalson                                      | Atletismo     | Peso A masculino                           |
| Frank Ponta                                       | Natación      | 25 m espalda completa clase 2 masculino    |
| John Newton                                       | Snooker       | Clase abierta masculino                    |